# Nathalie de Sayn-Wittgenstein-Berlebourg
Nathalie  Xenia Margarete Benedikte de Sayn-Wittgenstein-Berlebourg (née le 2 mai 1975 à Copenhague, Danemark) est une cavalière et championne olympique danoise.
Elle est la fille de Richard de Sayn-Wittgenstein-Berlebourg et de Benedikte de Danemark, sœur cadette de la reine Margrethe II de Danemark.
Bien que Nathalie de Sayn-Wittgenstein-Berlebourg — qui porte officiellement le titre de « princesse » au Danemark — n'ait pas de rôle officiel au Danemark, elle apparaît aux événements de la famille royale danoise, notamment les mariages et autres événements familiaux chaque année. 
Elle est une sportive de haut niveau en dressage, ayant notamment remporté une médaille de bronze aux Jeux olympiques de 2008.

## Carrière équestre
En 1994, Nathalie de Sayn-Wittgenstein-Berlebourg commence à s'entraîner avec l'étalon suédois « Flyinge » avec son entraîneuse Kyra Kyrklund, ancienne championne du monde de dressage. Après quatre années, durant lesquelles elle remporte la médaille de bronze aux championnats d'Europe avec l'équipe danoise, elle doit changer d'entraîneuse à la suite du départ de Kyrklund pour l'Angleterre. La princesse la remplacera par Klaus Balkenhol, coach de l'équipe allemande de dressage. 
Elle obtient une place de cavalière réserviste lors des Jeux olympiques de 2000 puis participe aux championnats d'Europe de 2001 et ensuite gagne une médaille de bronze au championnat du monde 2002 avec l'équipe danoise. Elle est membre de l'équipe danoise lors des Jeux olympiques de 2008 et remporte une médaille de bronze à l'épreuve par équipe. Lors des Jeux olympiques de 2012, la princesse fait de nouveau partie de l'équipe nationale. Elle termine 12e dans l'épreuve individuelle et 4e dans l'épreuve par équipe. 
En plus de monter à cheval, elle élève aussi des chevaux, comme sa mère. À l'automne 2005, la princesse ouvre son propre haras à Bad Berleburg, en Allemagne.

## Mariage et famille
Le 4 janvier 2010, les fiançailles de Nathalie de Sayn-Wittgenstein-Berlebourg avec l'éleveur de chevaux allemand Alexander Johannsmann (né le 6 décembre 1977), fils du cavalier de saut d'obstacles Heinrich-Wilhelm Johannsmann, est annoncé. Le couple se marie civilement le 27 mai 2010 et religieusement l'année suivante, le 18 juin 2011 à l'église évangélique municipale de Bad Berleburg en Allemagne. La mariée portait une robe en satin ivoire du couturier danois Henrik Hviid, avec la traditionnelle dentelle irlandaise des voiles de mariée des princesses danoises et le diadème Khedive-d'Égypte de Cartier.
Elle donne naissance à un fils, Konstantin Gustav Heinrich Richard, le 24 juillet 2010. L'enfant est appelé Constantin en hommage à son grand-oncle, le roi Constantin II de Grèce ; Gustav pour son oncle ; Heinrich pour son grand-père paternel ; et Richard pour son grand-père maternel. Les marraines de Constantin sont la princesse héritière Mary de Danemark ainsi que sa tante paternelle Ann-Kathrin Johannsmann et le parrain est son oncle maternel, le prince Gustav. 
Le 28 janvier 2015 à Bad Berleburg en Allemagne, la princesse est devenue la mère d'une fille, Louisa.
Nathalie et Alexander ont vécu séparément pendant plusieurs années, avant d'officialiser leur divorce en 2022.
La princesse Nathalie est reconnue comme étant altesse au Danemark.